# Christine Amertil
Christine Amertil, född den 18 augusti 1979, är en friidrottare från Bahamas som tävlar i kortdistanslöpning. 
Amertil deltog vid Olympiska sommarspelen 2000 i Sydney där hon blev utslagen i försöken på 400 meter. Hennes första mästerskapsmedalj erövrade hon vid inomhus-VM 2003 då hon blev silvermedaljör på 400 meter efter Natalja Nazarova. 
Vid Olympiska sommarspelen 2004 i Aten var hon i final på 400 meter men slutade på sjunde plats på tiden 50,37. Vid VM inomhus 2006 slutade hon på tredje plats på 400 meter. Samma år blev hon även fyra vid Samväldesspelen i Melbourne. 
Vid både VM 2007 och vid Olympiska sommarspelen 2008 blev hon utslagen i semifinalen på 400 meter. 

## Personligt rekord
- 400 meter - 50,09